# USS John Finn (DDG-113)
USS John Finn (DDG-113) — эскадренный миноносец, заказанный Huntington Ingalls Industries 15 июня 2011 для ВМС США. По предложению министра военно-морских сил США Рэя Мабуса корабль назван «Джон Финн», в честь чиф-петти-офицера, героя Второй мировой войны, Джона Вильяма Финна.

## История
В ноябре 2013 киль корабля был заложен на заводе Ingalls Shipbuilding в округе Джэксон, штат Миссисипи. Корабль был спущен на воду 28 марта 2015 на судостроительном заводе Ingalls в Паскагула. 7 декабря 2016, к 75-й годовщине бомбардировок Перл-Харбора, корабль был передан ВМС США. Корабль принят в эксплуатацию 15 июля 2017 года в Перл-Харборе и базируется в Сан-Диего.